# Puchar Francji w piłce nożnej (2002/2003)
Puchar Francji w piłce nożnej mężczyzn 2002/2003 – 86. edycja rozgrywek, mających na celu wyłonienie zdobywcy piłkarskiego Pucharu Francji, zorganizowana przez Francuski Związek Piłki Nożnej (FFF) w sezonie 2002/03. Przystąpiło do niej 5850 drużyn klubowych. Zwycięzcą zostało AJ Auxerre. 

## 1/8 finału
| Gospodarze                     | Wynik | Goście                 |          |
| FC Bourg-Péronnas (CFA)        | 1 - 3 | AJ Auxerre (L1)        |          |
| FC Martigues (Nat.)            | 2 - 1 | FC Metz (L2)           |          |
| SC Schiltigheim (CFA2)         | 3 - 0 | Toulouse FC (L2)       |          |
| AS Angoulême (Nat.)            | 0 - 0 | En Avant Guingamp (L1) | 3-2 kar. |
| FC Libourne-Saint-Seurin (CFA) | 0 - 3 | Stade Rennais (L1)     |          |
| FC Lorient (L2)                | 1 - 0 | Lille OSC (L1)         |          |
| Stade Lavallois (L2)           | 0 - 1 | Paris SG (L1)          |          |
| Girondins de Bordeaux (L1)     | 4 - 1 | ES Wasquehal (L2)      |          |

## Ćwierćfinały
| Gospodarze                 | Wynik | Goście             |          |
| SC Schiltigheim (CFA2)     | 1 - 2 | Stade Rennais (L1) |          |
| Girondins de Bordeaux (L1) | 2 - 0 | FC Lorient (L2)    |          |
| FC Martigues (Nat.)        | 0 - 1 | Paris SG (L1)      |          |
| AS Angoulême (Nat.)        | 0 - 0 | AJ Auxerre (L1)    | 2-4 kar. |

## Półfinały
- AJ Auxerre - Stade Rennais 2-1
- Paris SG - Girondins de Bordeaux 2-0

## Finał
- AJ Auxerre - Paris SG 2-1

## Król strzelców
- Djibril Cissé (6 goli)